# IC 2304
IC 2304 је двојна звијезда у сазвјежђу Рак која се налази на листи објеката дубоког неба у Индекс каталогу.
Деклинација објекта је + 19° 26' 22" а ректасцензија 8h 20m 35,8s.